# Молокон (остановочный пункт)
Молоко́н (362 км, Сухой Молокон) — остановочный пункт Северобайкальского региона Восточно-Сибирской железной дороги на Байкало-Амурской магистрали (1083 километр).
Находится в Северо-Байкальском районе Республики Бурятия, на юго-западной окраине райцентра Нижнеангарска, в 200 метрах западнее речки Сырой Молокон, впадающей в Байкал.

## Пригородное сообщение по станции
| № поезда | Маршрут движения                  | № поезда | Маршрут движения                  |
| -------- | --------------------------------- | -------- | --------------------------------- |
| 6375     | Кюхельбекерская — Северобайкальск | 6376     | Северобайкальск — Кюхельбекерская |
| 6371     | Новый Уоян — Северобайкальск      | 6372     | Северобайкальск — Новый Уоян      |